# Darsalam (Coalla)
Pour les articles homonymes, voir Darsalam.
Darsalam est une commune rurale située dans le département de Coalla de la province de la Gnagna dans la région de l'Est au Burkina Faso.

## Géographie
Darsalam se trouve à 12 km au nord-ouest de Coalla, sur la rive droite de la Faga.

## Santé et éducation
Le centre de soins le plus proche de Darsalam est le centre de santé et de promotion sociale (CSPS) de Bonsiéga.